# Brasiliogovea
Genre
Brasiliogovea est un genre d'opilions cyphophthalmes de la famille des Neogoveidae.

## Distribution
Les espèces de ce genre se rencontrent au Brésil, en Colombie, au Venezuela et à Trinité-et-Tobago.

## Liste des espèces
Selon World Catalogue of Opiliones (18/04/2021) :
- Brasiliogovea aphantostylus Benavides, Hormiga & Giribet, 2019
- Brasiliogovea chiribiqueta Benavides & Giribet, 2013
- Brasiliogovea microphaga Martens, 1969
- Brasiliogovea microstylus Benavides, Hormiga & Giribet, 2019
- Brasiliogovea yacambuensis Benavides, Hormiga & Giribet, 2019

## Publication originale
- Martens, 1969 : « Cyphophthalmi aus Brasilien (Opiliones). » Beiträge zur Neotropischen Fauna, vol. 6, no 2, p. 109-119.